# ルイ・フーシェ
ルイ・フーシェ（Louis Fouche、1990年1月4日 - ）は、南アフリカプレトリア出身のラグビー選手。

## プロフィール
- ポジションはスタンドオフ(SO)。
- 身長 186cm、体重 96kg
- ニックネームはルイ。

## 略歴
ルステンブルク高校、ブルズを経て、2014年、リコーブラックラムズに加入。同年9月20日に行われたジャパンラグビートップリーグ1stステージ第5節のコカ・コーラレッドスパークス戦に途中出場で日本での公式戦初出場を果たす。
2015年、リコーブラックラムズを退団。その後、キングスを経て、2016年、クボタスピアーズに加入。
2018年、クボタスピアーズを退団した。